# میلوود، کوئینزلند
میلوود (به انگلیسی: Millwood) نام یکی از حومه‌های منطقه توومبا در استان کوئینزلند در کشور استرالیا است.